# Rex sacrorum
Der Rex sacrorum (lateinisch „König für das Heilige“), auch Rex sacrificulus (lateinisch Deminutiv zu sacrificus Opferer „Opferkönig“), war einer der höchsten römischen Priester. Als die Römer das Königtum abschafften, übernahm dieser Priester diejenigen religiösen Pflichten, die vorher der König innegehabt hatte, zusammen mit dem Königstitel, um die im Verhältnis zu den Göttern als verpflichtend betrachtete Tradition einzuhalten.
Der Rex Sacrorum gehörte zum Kollegium der Pontifices und unterstand direkt dem Pontifex maximus,
obwohl er in der traditionellen kultischen Hierarchie über den flamines maiores und dem pontifex maximus stand.
Er hatte im Großen und Ganzen die gleichen Privilegien wie die Pontifices, unterlag aber im Gegensatz zu diesen mehreren schwerwiegenden amtsbezogenen Einschränkungen. Die wichtigste war, dass er keine politischen Ämter bekleiden durfte, was das Amt in der späten Republik nicht sehr begehrenswert machte.
Im Februar teilten der rex sacrorum und der Flamen Dialis gemeinsam die Februa aus, kultische Reisigbesen, mit denen zu Beginn der Feldbestellung Felder, Wiesen und Häuser rituell gereinigt wurden.
Der Rex sacrorum musste aus dem Patriziat stammen und einer mit der aufwändigen Zeremonie der Confarreatio geschlossenen Ehe entstammen. Er selbst musste nach diesem Ritus verheiratet sein.
Seine Frau war die Regina sacrorum („Königin für das Heilige“), die ebenfalls Patrizierin sein musste und kultische Obliegenheiten hatte. So opferte der rex sacrorum jeweils an den Kalenden in der Regia der Juno ein Schwein oder ein Schaf. An den Agonalien (am 5. Tag vor den Iden des Januars = 9. Januar) opferte der rex sacrorum dem Gott Janus in der Regia, dem früheren Wohnsitz der vertriebenen römischen Könige und danach Amtssitz des Pontifex maximus, einen Widder.
Das Amt des Rex Sacrorum ist auch außerhalb von Rom als städtisches Priesteramt der Kaiserzeit in Mittelitalien und in Nordafrika nachgewiesen.